# Thủy điện Đa Khai
Thủy điện Đa Khai là thủy điện xây dựng trên dòng suối Đa Khai ở vùng đất xã Đạ Nhim huyện Lạc Dương tỉnh Lâm Đồng, Việt Nam.
Thủy điện Đa Khai có công suất lắp máy 8,1 MW với 3 tổ máy, sản lượng điện hàng năm 38,5 triệu KWh, khởi công tháng 2/2006, hoàn thành năm 2009.

## Tác động môi trường dân sinh
Do vùng đất lòng hồ có trữ lượng quặng thiếc khá lớn, nên từ giữa năm 2008 đến đầu năm 2009 khi thủy điện chuẩn bị tích nước thì tư nhân ào ạt kéo đến lòng hồ khai thác quặng, cát tràn lan trong khiến khu vực này bị tàn phá nghiêm trọng, khó đảm bảo tiến độ thi công như dự kiến.